# Contea di Xianghe
La contea di Xianghe (香河县S, Xiānghé XiànP) è una contea della Cina, situata nella provincia di Hebei e amministrata dalla prefettura di Langfang.